# Pilar Revuelta
Pilar Revuelta é uma decoradora de arte espanhola. Venceu o Oscar de melhor direção de arte na edição de 2007 por El laberinto del fauno, ao lado de Eugenio Caballero.